# 해린 (고려)
해린(海麟, 984년 ~ 1070년)은 고려 중기의 승려이다. 고려 문종 때 국사(國師)이며 법상종의 고승이다. 본관과 성은 원주 원씨, 자는 거룡(巨龍)이다. 현화사를 중심으로 법상종 교단을 크게 발전시켰으며, 당시의 문벌귀족인 인주 이씨 세력과 연결되어 있었다.

## 이름
어릴 때 이름은 수몽(水夢)이었다. 관웅에게 처음 받은 법호는 해린(海麟)이었는데, 관웅이 어느 날 꿈에 바닷가에 가서 손으로 직접 작은 고기를 잡아서 삼키고 꿈을 깨었는데, 해몽하는 사람이 말하기를, “어(魚)는 비늘(鱗)을 뜻하는 것이다.”라고 하여 린(麟)을 린(鱗)으로 고쳐 해린(海麟)을 해린(海鱗)으로 고쳐 지었다.
처음 강진호도(講眞弘道)라는 이름을 받은 뒤에, 승계가 올라갈 때마다 각각 명료돈오(明了頓悟), 계정고묘응각(戒正高妙應覺), 탐현도원(探玄道源), 통제연오법동(通濟淵奧法棟), 구행요성도수(具行了性導首), 융소랑철(融炤朗徹) 등의 법호를 당대의 왕에게 내려받았다.
시호는 지광(智光), 탑호(塔號)는 현묘(玄妙)이다.

## 생애
원주 법천사(法泉寺)에 있던 관웅(寬雄)을 찾아가 유식학을 배웠다. 이때 관웅이 ‘해린’이라는 법호를 지어줬다. 관웅을 따라 상경, 개경 해안사(海安寺) 준광(俊光)의 제자가 되었다. 999년(목종 2)용흥사(龍興寺)에서 구족계를 받고, 1001년에 숭교사(崇敎寺)가 만들어지면서 명성을 얻게 되었다. 1004년 왕륜사(王輪寺)에서 실시된 대선(大選)에 급제, 대덕(大德)이 되었다.
1011년(현종 2) 본사인 법천사로 돌아가던 중 진조(眞肇)를 만나 역산법(曆算法)을 배웠고, 대사(大師)가 되었다. 1021년 평양 중흥사(重興寺)에서 중대사(重大師)가 된 뒤, 수다사(水多寺)의 주지가 되었으며, 1030년 개경 해안사의 주지가 되었다. 덕종 때에 삼중대사(三重大師)가 되었다가 곧 수좌(首座)가 되었고, 1045년(정종 11) 승통(僧統)이 되었다.
1046년(문종 1) 궁중에 초청받아 유심을 강의하고, 이듬해 이자연의 다섯째 아들인 소현(韶顯)을 출가시켰다. 1054년 현화사(玄化寺) 주지가 되어 절을 크게 중수하고, 법상종 교단을 이끌었다. 1056년 왕사(王師)가 되고, 1058년 봉은사(奉恩寺)에서 국사에 올라 극진한 예우를 받았다. 1059년 내전(內殿)에서 개최된 백고좌(百高座)의 제일 설주(說主)가 되었으며, 1067년 은퇴하여 본사인 법천사로 돌아가 머무르다가, 1070년 10월에 입적하였다.
탑비의 음기에 해린의 제자를 열거하였는데 수교계업자(受敎繼業者)와 수직가계자(隨職加階者), 모덕귀화자(慕德歸化者)와 선후사이몰세자(先後師而沒世者)의 네 부류로 구분하여 각각의 부류마다 승통, 수좌, 삼중대사, 중대사, 대사, 대덕으로 나누어 기록했는데, 거기 실린 인명이 1400명에 이른다.

## 탑과 탑비
비는 정유산(鄭惟産)이 짓고 안민후(安民厚)가 해서로 써서 이영보(李英輔)와 장자춘(張子春)이 새겨 해린 입적 후 15년이 지난 1085년(선종 2)에 세웠다. 강원특별자치도 원주시 부론면 법천리 법천사지에 남아있으며, 대한민국의 국보 제59호로 지정되어 있다. 탑은 일제 강점기에 오사카로 밀반출되었다가, 2013년 현재 경복궁에 있다. 국보 제101호로 지정되어 있다.

## 같이 보기
- 원주 법천사지 지광국사탑비 - (대한민국의 국보 제59호)
- 원주 법천사지 지광국사탑 - (대한민국의 국보 제101호)

### 사진

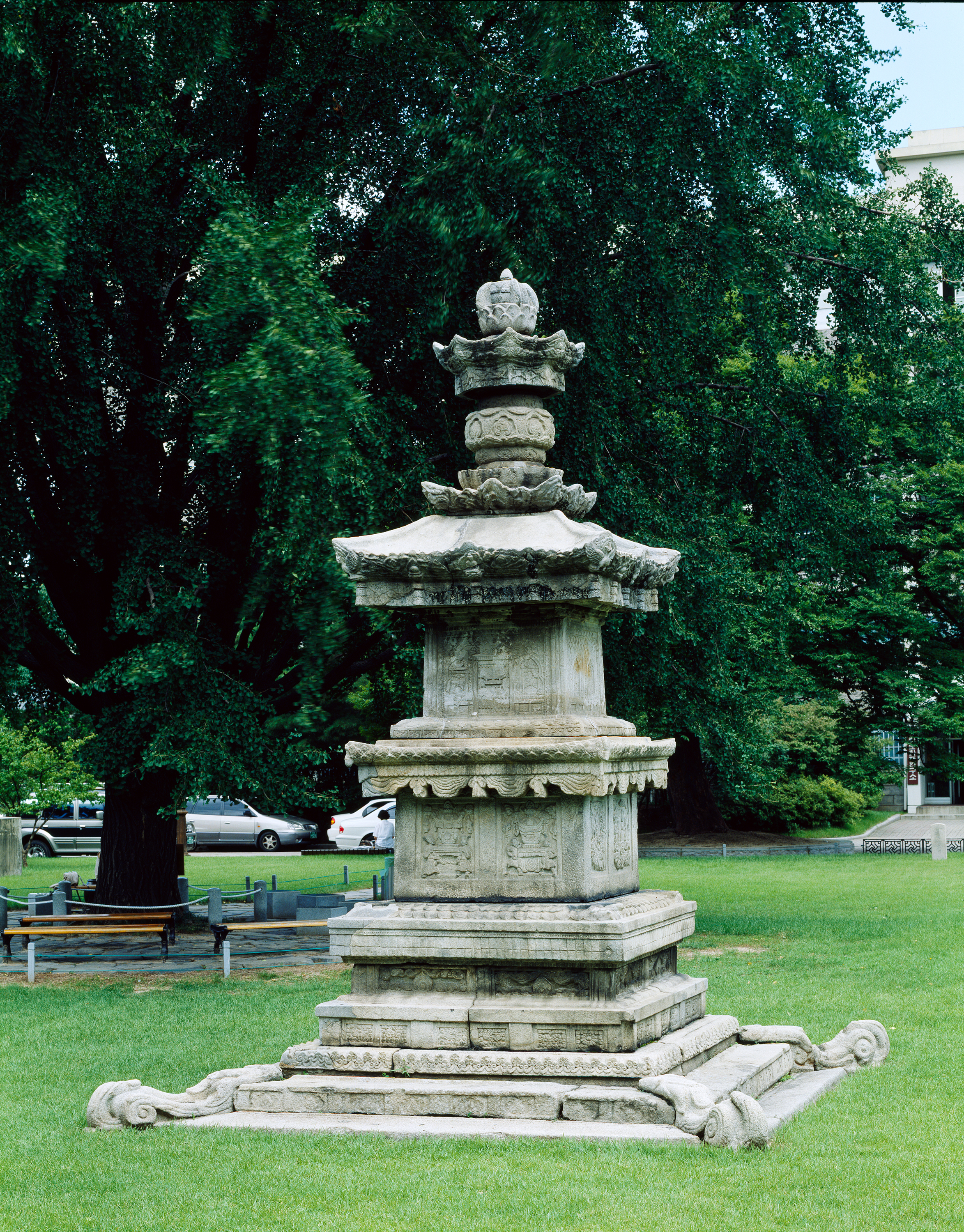
지광국사탑
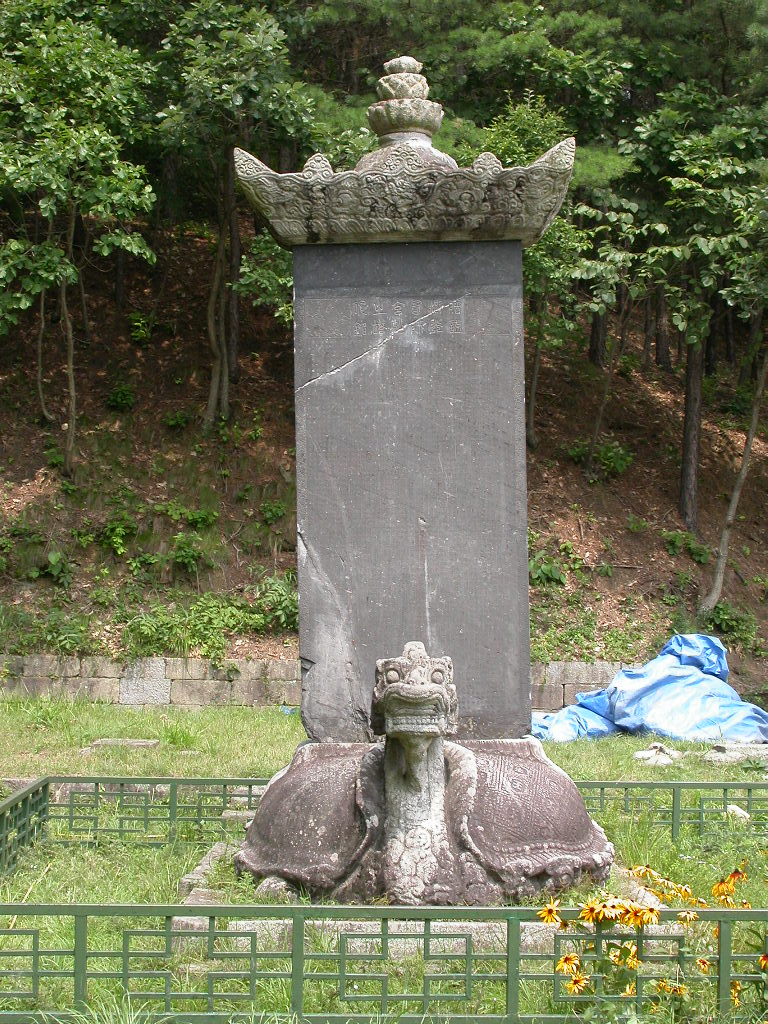
지광국사탑비